# Мови Швейцарії
Чотири національні мови Швейца́рської Конфедера́ції — німецька, французька, італійська та ретороманська (романшська). Німецька, французька та італійська зберігають рівний статус офіційних мов на національному рівні у Федеральних зборах Швейцарії, тоді як романшська мова використовується офіційно лише в спілкуванні з людьми, які нею розмовляють. У деяких ситуаціях вживають латину, зокрема в поширеній самоназві країни лат. Confoederatio Helvetica.

## Історія
Основними мовами мешканців Швейцарії з 1910 по 2018 роки у відсотках були такі:
| Рік  | Німецька | Французька | Італійська | Романшська | Інші |
| ---- | -------- | ---------- | ---------- | ---------- | ---- |
| 2018 | 62.2     | 22.9       | 8.0        | 0.5        | н.в  |
| 2015 | 63.0     | 22.7       | 8.4        | 0.6        | 5.3  |
| 2013 | 63.5     | 22.5       | 8.1        | 0.5        | н.в  |
| 2010 | 65.6     | 22.8       | 8.4        | 0.6        | н.в  |
| 2000 | 63.7     | 20.4       | 6.5        | 0.5        | 9.0  |
| 1990 | 65.6     | 19.2       | 7.6        | 0.6        | 8.9  |
| 1980 | 65.0     | 18.4       | 9.8        | 0.8        | 6.0  |
| 1970 | 64.9     | 18.1       | 11.9       | 0.8        | 4.3  |
| 1960 | 69.4     | 18.9       | 9.5        | 0.9        | 1.4  |
| 1950 | 72.1     | 20.3       | 5.9        | 1.0        | 0.7  |
| 1941 | 72.6     | 20.7       | 5.2        | 1.1        | 0.4  |
| 1930 | 71.9     | 20.4       | 6.0        | 1.1        | 0.6  |
| 1920 | 70.9     | 21.3       | 6.1        | 1.1        | 0.6  |
| 1910 | 69.1     | 21.1       | 8.1        | 1.1        | 0.6  |

## Державні мови

### Німецька
Німецькомовна частина Швейцарії (нім. Deutschschweiz; фр. Suisse alémanique; італ. Svizzera tedesca; ромш. Svizra tudestga) становить близько 65 % Швейцарії (Північно-Західна Швейцарія, Східна Швейцарія, Центральна Швейцарія, більшість Швейцарського плато та більша частина Швейцарських Альп).
У сімнадцяти швейцарських кантонах німецька мова є єдиною офіційною мовою (Ааргау, Аппенцелль-Ауссерроден, Аппенцелль-Іннерроден, Базель-Штадт, Базель-Ланд, Гларус, Люцерн, Нідвальден, Обвальден, Шаффхаузен, Швіц, Золотурн, Санкт-Галлен, Тургау, Урі, Цуг та Цюрих).

### Французька
Романдія (фр. Romandie, la Suisse romande; нім. Romandie, Welschland, Welschschweiz; італ. Svizzera romanda) — франкомовна частина Швейцарії. Він охоплює територію кантонів Женеви, Во, Невшателя та Юри, а також франкомовні частини кантонів Берн (німецькомовна більшість), Вале (франкомовна більшість) та Фрібур (франкомовна більшість). 1,9 мільйона людей (або 24,4 % швейцарського населення) проживають у Романдії.

### Італійська
Італійська Швейцарія (італ. Svizzera italiana; ромш. Svizra taliana; фр. Suisse italienne; нім. italienische Schweiz) — італомовна частина Швейцарії, яка включає кантон Тічино та південну частину Граубюнден. Італійською розмовляють також у долині Гондо (веде до перевалу Сімплон, на південній частині вододілу) у Вале.
Регіон займає площу приблизно 3500 км² і має загальну чисельність населення близько 350 000 жителів, при цьому кількість італомовних, що проживають у Швейцарії, становить 545274 (близько 7 % населення Швейцарії).

### Романшська
Хоча романшська є однією з чотирьох офіційних мов країни, нею розмовляють менш ніж 0,5 % швейцарців.
Мова з'явилася внаслідок змішання вульгарної латини, якою розмовляли солдати й колонізатори, та ретійської — мови місцевого населення. Вона залишалася в регіоні основним способом спілкування аж до XV століття, коли Реція увійшла до першої конфедерації швейцарських кантонів — Вільної держави Трьох Ліг. Офіційною мовою Ліг стала німецька, а романшська залишилася в ізольованих альпійських селищах.
Сьогодні швейцарський уряд щороку виділяє близько 7,6 млн швейцарських франків на її захист і популяризацію.